# بوك (قمر)
بالإنكليزية Puck هو قمر طبيعي داخلي من لأورانوس. وقد اكتشف في كانون الأول 1985 من خلال الصور الملتقطة بواسطة المسبار فوياجر 2. اسمه مشتق من أساطير شعب السلتيك والفولكلور الإنجليزي. يقع مداره بين حلقات أورانوس وميراندا. وهو كروي الشكل تقريبا وقطره حوالي 162 كم ذو سطح مظلم وفيه الكثير من الحفر ويظهر الفحص الطيفي وجود جليد الماء.
عرف التعيين المؤقت له ب S/1985 U 1 كما يعرف بأورانوس الخامس عشر.

## الصفات الفيزيائية
بوك هو أكبر الأقمار الداخلية الصغيرة حول أورانوس وحجمه متوسط بين حجم ميراندا وحجم بورشيا.يقع مداره بين حلقات أورانوس ومدار ميراندا ويبلغ نصف قطره حوالي 81 كم ويبلغ البياض الهندسي في الأشعة المرئية 0.11. تظهر الصور الملتقطة بواسطة فوياجر 2 أن بوك يملك شكل كروي تقريبا مع نسبة تفلطح تبلغ 0.97 ± 0.04 (النسبة بين المحاور), كما يحوي سطحه على العديد من الحفر الكبيرة والسطح ذو لون رمادي. وتوجد 3 حفر تمت تسميتها الكبرى يبلغ قطرها 45 كم كما تم تحديد جليد الماء بواسطة التحليل الطيفي.
لا يعلم أي شيء عن التركيب الداخلي لهذا القمر لكن من المحتمل أنه مكون من جليد الماء ومادة مظلمة مشابه للمادة الموجود في الحلقات